# یوسف هاتونیچ
یوسف هاتونیچ (انگلیسی: Jusuf Hatunić؛ ۱۷ اکتبر ۱۹۵۰ – ۱۱ مهٔ ۱۹۹۱) بازیکن فوتبال اهل یوگسلاوی بود.
از باشگاه‌هایی که در آن بازی کرده‌است می‌توان به باشگاه فوتبال گالاتاسرای، باشگاه فوتبال راد، باشگاه فوتبال پارتیزان، و باشگاه فوتبال سارایوو اشاره کرد.
وی همچنین در تیم ملی فوتبال یوگسلاوی بازی کرده‌است.